# 圣克鲁瓦 (安省)
圣克鲁瓦（法語：Sainte-Croix，法語發音：[sɛ̃t kʁwa] ⓘ）是法国东部安省的一个市镇，属于布雷斯地区布尔格区。

## 地理
圣克鲁瓦（45°53'39"N, 5°3'7"E）面积10.62 平方千米，位于法国奥弗涅-罗讷-阿尔卑斯大区安省，该省份为法国东部省份，北起汝拉省，西北接索恩-卢瓦尔省，西接罗讷省和里昂大都会，南至伊泽尔省，东与萨瓦省、上萨瓦省和瑞士接壤。
与圣克鲁瓦接壤的市镇（或旧市镇、城区）包括：勒蒙特利耶、蒙吕埃勒、皮宰。

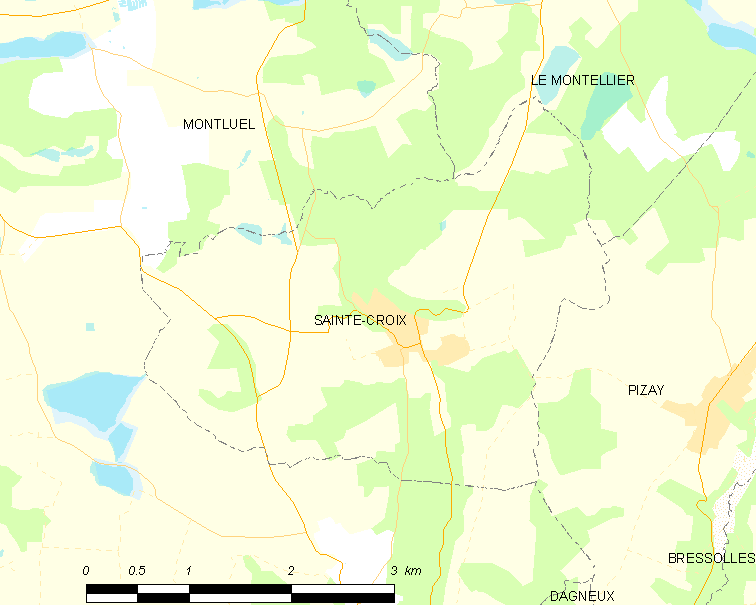
的OSM定位图

圣克鲁瓦的时区为UTC+01:00、UTC+02:00（夏令时）。

## 行政
圣克鲁瓦的邮政编码为01120，INSEE市镇编码为01342。

## 政治
圣克鲁瓦所属的省级选区为梅克西米约县。

## 人口

1962-2008年间人口变化图示

圣克鲁瓦于2022年1月1日时的人口数量为548人。